# Piesjanoje (rejon lebiażjewski)
Piesjanoje (ros. Песьяное) – wieś (dieriewnia) w Rosji, w obwodzie kurgańskim, w rejonie lebiażjewskim. W 2010 liczyła 347 mieszkańców.